# Кобра Верде
«Кобра Верде» (нім. Cobra Verde) — західнонімецький драматичний фільм 1987 року режисера Вернера Герцога, його п'ята, і остання, кінострічка у співпраці з Клаусом Кінські. Фільм також відомий як «Берег рабів» і був заснований на романі Брюса Чатвіна 1980 року «Віце-король Ойда». У фільмі зображено життя вигаданого торговця рабами. Фільмування відбувалося у Бразилії, Колумбії та Гані.

## Сюжет
Відомий бандит Франциско Мануель да Сільва на прізвисько «Зелена Кобра» втікаючи від покарання влаштовується наглядачем на цукровій плантації, де спокушає трьох дочок плантатора Октавіо Кутіньо. За порадою знайомих господаря той погоджується відправити злочинця в Дагомею за рабами, на Невільницький берег Африки, на вірну смерть, оскільки тамтешній божевільний король вбиває всіх білих. Однак да Сілва зумів не тільки налагодити торгівлю рабами, але і перемогти військо вождя …

## Ролі виконують
- Клаус Кінскі — Франциско Мануель да Сільва, «Зелена Кобра»
- Кінг Ампав — Тапаріка
- Жозе Левгой[pt] — дон Октавіо Кутіньо
- Сальваторе Базілє — капітан Фратернідаде
- Петер Берлінг[de] — Бернабе
- Беніто Стефанеллі[it] — капітан Педро Вісенте

## Навколо фільму
- Фільмування відбувалися в Західній Африці в Гані (поселеннях Ельміна, Тамале) та в Південній Америці в Колумбії (поселеннях Картахені, Калі та на півострові Гуахірі).
- Від самого початку створення цього фільму, емоції актора Клауса Кінські та режисера Вернера Герцога досягли свого зеніту. Врешті-решт Кінські втік зі зйомок, а це означало, що Герцогові довелося монтувати незакінчений фільм.

## Нагороди
- 1988 : Баварська кінопремія[de]:
  - за найкраще виробництво[en] — Вернер Герцог, Лаки Стипетич[it]